# Гребенево
Гребене́во (рос. Гребенево) — присілок у складі Підосиновського району Кіровської області, Росія. Входить до складу Утмановського сільського поселення.
Населення становить 23 особи (2010, 26 у 2002).
Національний склад станом на 2002 рік — росіяни 100 %.